# Gouvernement Phot Phahonyothin (2)
Siam
4e cabinet
(Phot Phahonyothin I) 6e cabinet
(Phot Phahonyothin III)
Le deuxième gouvernement Phot Phahonyothin (thaï : คณะรัฐมนตรีพจน์ พหลโยธิน 2) est le cinquième gouvernement siamois, du 16 décembre 1933 au 16 septembre 1934.
Dirigé par Phot Phahonyothin, il fait suite à l'élection législative du 15 novembre 1933 qui a vu élire, pour la première fois, 78 sièges sur 156 de la Chambre des représentants.
De nouveau nommé Premier ministre le 16 décembre 1933, son gouvernement est nommé le même jour.

## Composition initiale
| Fonction                                                         | Nom                       |
| ---------------------------------------------------------------- | ------------------------- |
| Premier ministre Ministre de l'Éducation Ministre de l'Intérieur | Phot Phahonyothina        |
| Ministre de la Défense                                           | Thieb Khomkrit            |
| Ministre des Finances                                            | Chit na Songkhla          |
| Ministre des Affaires étrangères                                 | Tom Bunnak                |
| Ministre de la Justice                                           | Wan Jamornman             |
| Ministre du Palais                                               | Yen Itsarasena            |
| Ministre des Affaires économiques                                | Chuen Komarakul na Nakhon |
| Ministre sans portefeuille                                       | Yom Suthanusat            |
| Ministre sans portefeuille                                       | Thawan Thareesawata       |
| Ministre sans portefeuille                                       | Songwuan Chuthatameea     |
| Ministre sans portefeuille                                       | Plaek Khittasangkaa       |
| Ministre sans portefeuille                                       | Plod na Songkhla          |
| Ministre sans portefeuille                                       | Bung Supachalasaia        |
| Ministre sans portefeuille                                       | Tui Bin Abdullah          |
| Ministre sans portefeuille                                       | Saeng Panthuprapas        |
| Ministre sans portefeuille                                       | Sin Kamonnawina           |
| Ministre sans portefeuille                                       | Kerd Bunnag               |

a  Membre du Khana Ratsadon.

## Évolution de la composition du gouvernement

### 29 mars 1934
Démission
- Thieb Khomkrit, ministre de la Défense
- Chuen Komarakul na Nakhon, ministre des Affaires économiques

Ajout d'attribution
- Phot Phahonyothin, Premier ministre, se voit rajouter le portefeuille supplémentaire de ministre de la Défense.

Entrée au gouvernement
- Chuen Jaruwat, ministre de l'Éducation (en remplacement de Phot Phahonyothin)
- Pridi Banomyong, ministre de l'Intérieur (en remplacement de Phot Phahonyothin)
- Long Sunthanon, ministre des Affaires économiques (en remplacement de Chuen Komarakul na Nakhon)

## Fin du gouvernement
Un accord présenté par le gouvernement à la Chambre des représentants, concernant le contrôle des restrictions sur le caoutchouc, n'a pas été voté, alors que le gouvernement avait déjà signé celui-ci. Le Premier ministre et son gouvernement remettent leurs démissions le 16 septembre 1934.